# Élan Club de Mitsoudjé
L'Élan Club de Mitsoudjé è una squadra di calcio africana delle Comore.
Fondato nel 1962, il club milita nel Comore Premier League.
Ha vinto tre scudetti una coppa e una super coppa delle comore.

## Palmarès
- Comoros Premier League: 3

1994-1995, 2003-2004, 2010
- Comoros Cup: 1

2004-2005
- Comoros Super Cup: 1

2011

## Stadio
Il club gioca le gare casalinghe allo Stade de Mitsoudjé Hambou.

## Partecipazioni a competizioni CAF
- CAF Champions League: 1 partecipazione

2011 -
- CAF Confederation Cup: 1 partecipazione

2006